# Amaurornis olivacea
Amaurornis olivacea е вид птица от семейство Rallidae.

## Разпространение
Видът е разпространен във Филипините.